# Murder!
Murder! és una pel·lícula britànica de 1930 dirigida per Alfred Hitchcock, basada en la novel·la Enter Sir John de Clemence Dane i Helen Simpson.
És una pel·lícula un poc peculiar, ja que materialitza la frontera entre el cinema mut i el cinema parlat. El cinema sonor encara estava en els seus inicis i no era considerat com una opció amb futur. La productora de la pel·lícula, que no desitjava córrer cap risc, imposà que fos muda. Hitchcock, en canvi, estava convençut de l'interès del cinema sonor, i rodà discretament algunes escenes amb so. La pel·lícula va sortir primer en versió muda i després en versió parcialment sonora, quan el futur del so va ser més evident. Aquesta última versió es cèlebre perquè Hitchcock fa ús per primera vegada de la veu en off per a que l'espectador escoltés el monòleg intern d'un personatge.
Els drets de la pel·lícula van ser obtinguts per la companyia francesa Canal+ el 2005, i dos anys més tard en va sortir al mercat una edició restaurada en DVD.

## Argument
Una actriu és descoberta sobre el cos assassinat d'una col·lega de la seva troupe, amb qui se sabia que havien estat enemigues, i no recorda què va passar.
Al seu judici, el jurat decideix que o bé és culpable o té esquizofrènia i s'hauria de penjar per tal que no ho torni a fer. Un membre del jurat, Sir John Menier, un conegut mànager d'actors, no n'està convençut i, utilitzant tècniques que ha après al teatre, investiga les circumstàncies del cas. Recluta Ted Markham i la seva dona perquè l'ajudin, i reexaminen l'escena del crim.
Sir John descobreix qui és l'assassí, i intenta aconseguir-ne una confessió. L'acció arriba a un clímax emocionant en el circ.

## Repartiment
- Herbert Marshall: Sir John Menier
- Norah Baring: Diana Baring
- Phyllis Konstam: Doucie Markham
- Edward Chapman: Ted Markham
- Miles Mander: Gordon Druce
- Esme Percy: Handel Fane
- Donald Calthrop: Ion Stewart
- Amy Brandon Thomas: Defending Counsel
- S.J. Warmington: Bennett
- Una O'Connor: Sra. Grogram